# 2022-es Formula–1 azeri nagydíj
Az azeri nagydíj a 2022-es Formula–1 világbajnokság nyolcadik futama volt, amelyet 2022. június 10. és június 12. között rendeztek meg a Baku City Circuit utcai versenypályán, Bakuban. A verseny 51 körös volt, a többi bakui verseny hagyományait folytatva. Az Alfa Romeo csapat különleges, az olasz zászlóra emlékeztető festéssel indul a futamon. A címvédő Sergio Pérez, aki a 2021-es futamot megnyerte. Az időmérő, a szokásos menetrendtől eltérően, helyi idő szerint 18 órakor kezdődik, viszont ez ütközik a híres le mans-i 24 órás verseny rajtjával. Hasonló dolog a jövőben nem történhet meg a Formula–1 szabályainak módosítása miatt.

## Választható keverékek
| Abroncs              | Friss | Használt |
| -------------------- | ----- | -------- |
| Kemény keverék (C3)  |       |          |
| Közepes keverék (C4) |       |          |
| Lágy keverék (C5)    |       |          |
| Átmeneti esőgumi (I) |       |          |
| Teljes esőgumi (W)   |       |          |

## Szabadedzések

### Első szabadedzés
Az azeri nagydíj első szabadedzését június 10-én, pénteken délután tartották, magyar idő szerint 13:00-tól.
| helyezés | versenyző        | csapat/motor          | elért idő | különbség | futott kör |
| -------- | ---------------- | --------------------- | --------- | --------- | ---------- |
| 1        | Sergio Pérez     | Red Bull-RBPT         | 1:45,476  | −         | 21         |
| 2        | Charles Leclerc  | Ferrari               | 1:45,603  | +0,127    | 21         |
| 3        | Max Verstappen   | Red Bull-RBPT         | 1:45,810  | +0,334    | 25         |
| 4        | Carlos Sainz Jr. | Ferrari               | 1:46,012  | +0,536    | 22         |
| 5        | Fernando Alonso  | Alpine-Renault        | 1:46,571  | +1,095    | 22         |
| 6        | Lewis Hamilton   | Mercedes              | 1:46,667  | +1,191    | 21         |
| 7        | Cunoda Júki      | AlphaTauri-RBPT       | 1:46,696  | +1,220    | 25         |
| 8        | George Russell   | Mercedes              | 1:46,705  | +1,229    | 24         |
| 9        | Pierre Gasly     | AlphaTauri-RBPT       | 1:46,830  | +1,354    | 25         |
| 10       | Esteban Ocon     | Alpine-Renault        | 1:46,917  | +1,441    | 21         |
| 11       | Lando Norris     | McLaren-Mercedes      | 1:47,691  | +2,215    | 19         |
| 12       | Lance Stroll     | Aston Martin-Mercedes | 1:47,847  | +2,371    | 24         |
| 13       | Kevin Magnussen  | Haas-Ferrari          | 1:47,946  | +2,470    | 24         |
| 14       | Sebastian Vettel | Aston Martin-Mercedes | 1:47,970  | +2,494    | 22         |
| 15       | Valtteri Bottas  | Alfa Romeo-Ferrari    | 1:48,078  | +2,602    | 22         |
| 16       | Csou Kuan-jü     | Alfa Romeo-Ferrari    | 1:48,222  | +2,746    | 24         |
| 17       | Alexander Albon  | Williams-Mercedes     | 1:48,419  | +2,943    | 22         |
| 18       | Daniel Ricciardo | McLaren-Mercedes      | 1:48,810  | +3,334    | 22         |
| 19       | Nicholas Latifi  | Williams-Mercedes     | 1:50,921  | +5,445    | 7          |
| 20       | Mick Schumacher  | Haas-Ferrari          | 1:58,332  | +12,856   | 3          |

### Második szabadedzés
Az azeri nagydíj második szabadedzését június 10-én, pénteken délután tartották, magyar idő szerint 16:00-tól.
| helyezés | versenyző        | csapat/motor          | elért idő | különbség | futott kör |
| -------- | ---------------- | --------------------- | --------- | --------- | ---------- |
| 1        | Charles Leclerc  | Ferrari               | 1:43,224  | −         | 24         |
| 2        | Sergio Pérez     | Red Bull-RBPT         | 1:43,472  | +0,248    | 22         |
| 3        | Max Verstappen   | Red Bull-RBPT         | 1:43,580  | +0,356    | 18         |
| 4        | Fernando Alonso  | Alpine-Renault        | 1:44,142  | +0,918    | 22         |
| 5        | Carlos Sainz Jr. | Ferrari               | 1:44,274  | +1,050    | 25         |
| 6        | Pierre Gasly     | AlphaTauri-RBPT       | 1:44,315  | +1,091    | 26         |
| 7        | George Russell   | Mercedes              | 1:44,548  | +1,324    | 26         |
| 8        | Cunoda Júki      | AlphaTauri-RBPT       | 1:44,567  | +1,343    | 24         |
| 9        | Esteban Ocon     | Alpine-Renault        | 1:44,609  | +1,385    | 24         |
| 10       | Lando Norris     | McLaren-Mercedes      | 1:44,771  | +1,547    | 23         |
| 11       | Sebastian Vettel | Aston Martin-Mercedes | 1:44,781  | +1,557    | 27         |
| 12       | Lewis Hamilton   | Mercedes              | 1:44,874  | +1,650    | 25         |
| 13       | Lance Stroll     | Aston Martin-Mercedes | 1:44,874  | +1,650    | 26         |
| 14       | Daniel Ricciardo | McLaren-Mercedes      | 1:45,059  | +1,835    | 25         |
| 15       | Valtteri Bottas  | Alfa Romeo-Ferrari    | 1:45,115  | +1,891    | 25         |
| 16       | Csou Kuan-jü     | Alfa Romeo-Ferrari    | 1:45,264  | +2,040    | 24         |
| 17       | Kevin Magnussen  | Haas-Ferrari          | 1:45,588  | +2,364    | 26         |
| 18       | Alexander Albon  | Williams-Mercedes     | 1:46,397  | +3,173    | 13         |
| 19       | Mick Schumacher  | Haas-Ferrari          | 1:46,425  | +3,201    | 21         |
| 20       | Nicholas Latifi  | Williams-Mercedes     | 1:47,218  | +3,994    | 26         |

### Harmadik szabadedzés
Az azeri nagydíj harmadik szabadedzését június 11-én, szombaton délután tartották, magyar idő szerint 13:00-tól.
| helyezés | versenyző        | csapat/motor          | elért idő | különbség | futott kör |
| -------- | ---------------- | --------------------- | --------- | --------- | ---------- |
| 1        | Sergio Pérez     | Red Bull-RBPT         | 1:43,170  | −         | 18         |
| 2        | Charles Leclerc  | Ferrari               | 1:43,240  | +0,070    | 19         |
| 3        | Max Verstappen   | Red Bull-RBPT         | 1:43,449  | +0,279    | 14         |
| 4        | Carlos Sainz Jr. | Ferrari               | 1:43,596  | +0,426    | 19         |
| 5        | Lando Norris     | McLaren-Mercedes      | 1:44,418  | +1,248    | 13         |
| 6        | Daniel Ricciardo | McLaren-Mercedes      | 1:44,476  | +1,306    | 19         |
| 7        | Pierre Gasly     | AlphaTauri-RBPT       | 1:44,491  | +1,321    | 21         |
| 8        | George Russell   | Mercedes              | 1:44,573  | +1,403    | 17         |
| 9        | Esteban Ocon     | Alpine-Renault        | 1:44,685  | +1,515    | 15         |
| 10       | Sebastian Vettel | Aston Martin-Mercedes | 1:44,689  | +1,519    | 18         |
| 11       | Fernando Alonso  | Alpine-Renault        | 1:44,842  | +1,672    | 14         |
| 12       | Lewis Hamilton   | Mercedes              | 1:44,845  | +1,675    | 19         |
| 13       | Lance Stroll     | Aston Martin-Mercedes | 1:44,879  | +1,709    | 17         |
| 14       | Csou Kuan-jü     | Alfa Romeo-Ferrari    | 1:44,913  | +1,743    | 18         |
| 15       | Kevin Magnussen  | Haas-Ferrari          | 1:44,919  | +1,749    | 17         |
| 16       | Cunoda Júki      | AlphaTauri-RBPT       | 1:44,964  | +1,794    | 20         |
| 17       | Alexander Albon  | Williams-Mercedes     | 1:45,479  | +2,309    | 17         |
| 18       | Mick Schumacher  | Haas-Ferrari          | 1:45,532  | +2,362    | 19         |
| 19       | Valtteri Bottas  | Alfa Romeo-Ferrari    | 1:45,574  | +2,404    | 17         |
| 20       | Nicholas Latifi  | Williams-Mercedes     | 1:46,070  | +2,900    | 17         |

## Időmérő edzés
Az azeri időmérő edzését június 11-én, szombat délután tartották, magyar idő szerint 16:00-tól. Az eredeti időpont helyett 15 perccel később, 16:15-kor kezdődött meg az időmérő edzés, mivel a Formula–2-es sprintfutam utolsó körében történt incidens miatt megsérült az első kanyar melletti gumifal.
| helyezés              | rajtszám | versenyző        | csapat/motor          | 1. rész  | 2. rész  | 3. rész  | rajthely | futott kör |
| --------------------- | -------- | ---------------- | --------------------- | -------- | -------- | -------- | -------- | ---------- |
| 1                     | 16       | Charles Leclerc  | Ferrari               | 1:42,865 | 1:42,046 | 1:41,359 | 1        | 19         |
| 2                     | 11       | Sergio Pérez     | Red Bull-RBPT         | 1:42,733 | 1:41,955 | 1:41,641 | 2        | 18         |
| 3                     | 1        | Max Verstappen   | Red Bull-RBPT         | 1:42,722 | 1:42,227 | 1:41,706 | 3        | 19         |
| 4                     | 55       | Carlos Sainz Jr. | Ferrari               | 1:42,957 | 1:42,088 | 1:41,814 | 4        | 19         |
| 5                     | 63       | George Russell   | Mercedes              | 1:43,754 | 1:43,281 | 1:42,712 | 5        | 23         |
| 6                     | 10       | Pierre Gasly     | AlphaTauri-RBPT       | 1:43,268 | 1:43,129 | 1:42,845 | 6        | 23         |
| 7                     | 44       | Lewis Hamilton   | Mercedes              | 1:43,939 | 1:43,182 | 1:42,924 | 7        | 22         |
| 8                     | 22       | Cunoda Júki      | AlphaTauri-RBPT       | 1:43,595 | 1:43,376 | 1:43,056 | 8        | 22         |
| 9                     | 5        | Sebastian Vettel | Aston Martin-Mercedes | 1:43,279 | 1:43,268 | 1:43,091 | 9        | 18         |
| 10                    | 14       | Fernando Alonso  | Alpine-Renault        | 1:44,083 | 1:43,360 | 1:43,173 | 10       | 20         |
| 11                    | 4        | Lando Norris     | McLaren-Mercedes      | 1:44,237 | 1:43,398 |          | 11       | 16         |
| 12                    | 3        | Daniel Ricciardo | McLaren-Mercedes      | 1:44,437 | 1:43,574 |          | 12       | 17         |
| 13                    | 31       | Esteban Ocon     | Alpine-Renault        | 1:43,903 | 1:43,585 |          | 13       | 13         |
| 14                    | 24       | Csou Kuan-jü     | Alfa Romeo-Ferrari    | 1:43,777 | 1:43,790 |          | 14       | 13         |
| 15                    | 77       | Valtteri Bottas  | Alfa Romeo-Ferrari    | 1:44,478 | 1:44,444 |          | 15       | 13         |
| 16                    | 20       | Kevin Magnussen  | Haas-Ferrari          | 1:44,643 |          |          | 16       | 9          |
| 17                    | 23       | Alexander Albon  | Williams-Mercedes     | 1:44,719 |          |          | 17       | 9          |
| 18                    | 6        | Nicholas Latifi  | Williams-Mercedes     | 1:45,367 |          |          | 18       | 8          |
| 19                    | 18       | Lance Stroll     | Aston Martin-Mercedes | 1:45,371 |          |          | 19       | 7          |
| 20                    | 47       | Mick Schumacher  | Haas-Ferrari          | 1:45,775 |          |          | 20       | 9          |
| 107%-os idő: 1:49,912 |          |                  |                       |          |          |          |          |            |

## Futam
Az azeri nagydíj futama június 12-én, vasárnap rajtolt el, magyar idő szerint 13:00-kor.
A futamot Max Verstappen nyerte csapattársa, Sergio Pérez előtt. A dobogó legalsó fokára a Mercedes norfolki születésű versenyzője, George Russell kapaszkodott fel. 4. helyen Russell csapattársa, a hétszeres világbajnok Lewis Hamilton végzett. Az ötödik helyet az AlphaTauri francia versenyzője, Pierre Gasly, hatodik helyet az Aston Martin német versenyzője, Sebastian Vettel húzta be. 7. helyen Fernando Alonso, a mezőny legidősebb versenyzője végzett, 8. helyen a McLaren ausztrálja, Daniel Ricciardo végzett. A 9. helyet Ricciardo csapattársa, Lando Norris húzta be, az utolsó pontszerző helyet pedig Esteban Ocon. A versenyt nem fejezte be a kínai Zhou, a dán Magnussen, a szerb származású kanadai Stroll, a spanyol Sainz, és nagy meglepetésre az egyik nagy esélyes, a monacói Charles Leclerc.
Bár Stroll nem fejezte be a versenyt, rangsorolták, mivel a versenytáv több, mint 75 százalékát teljesítette.
| helyezés | rajtszám | versenyző        | csapat/motor          | futott kör | idő/kiesés oka | rajthely | pont  |
| -------- | -------- | ---------------- | --------------------- | ---------- | -------------- | -------- | ----- |
| 1        | 1        | Max Verstappen   | Red Bull-RBPT         | 51         | 1:34:05,941    | 3        | 25    |
| 2        | 11       | Sergio Pérez     | Red Bull-RBPT         | 51         | +20,823        | 2        | 19[a] |
| 3        | 63       | George Russell   | Mercedes              | 51         | +45,995        | 5        | 15    |
| 4        | 44       | Lewis Hamilton   | Mercedes              | 51         | +1:11,679      | 7        | 12    |
| 5        | 10       | Pierre Gasly     | AlphaTauri-RBPT       | 51         | +1:17,299      | 6        | 10    |
| 6        | 5        | Sebastian Vettel | Aston Martin-Mercedes | 51         | +1:24,099      | 9        | 8     |
| 7        | 14       | Fernando Alonso  | Alpine-Renault        | 51         | +1:28,596      | 10       | 6     |
| 8        | 3        | Daniel Ricciardo | McLaren-Mercedes      | 51         | +1:32,207      | 12       | 4     |
| 9        | 4        | Lando Norris     | McLaren-Mercedes      | 51         | +1:32,556      | 11       | 2     |
| 10       | 31       | Esteban Ocon     | Alpine-Renault        | 51         | +1:48,184      | 13       | 1     |
| 11       | 77       | Valtteri Bottas  | Alfa Romeo-Ferrari    | 50         | +1 kör         | 15       |       |
| 12       | 23       | Alexander Albon  | Williams-Mercedes     | 50         | +1 kör         | 17       |       |
| 13       | 22       | Cunoda Júki      | AlphaTauri-RBPT       | 50         | +1 kör         | 8        |       |
| 14       | 47       | Mick Schumacher  | Haas-Ferrari          | 50         | +1 kör         | 20       |       |
| 15       | 6        | Nicholas Latifi  | Williams-Mercedes     | 50         | +1 kör[b]      | 18       |       |
| 16[c]    | 18       | Lance Stroll     | Aston Martin-Mercedes | 46         | vibráció       | 19       |       |
| Ki       | 20       | Kevin Magnussen  | Haas-Ferrari          | 31         | erőforrás      | 16       |       |
| Ki       | 24       | Csou Kuan-jü     | Alfa Romeo-Ferrari    | 23         | hidraulika     | 14       |       |
| Ki       | 16       | Charles Leclerc  | Ferrari               | 21         | erőforrás      | 1        |       |
| Ki       | 55       | Carlos Sainz Jr. | Ferrari               | 8          | hidraulika     | 4        |       |

Megjegyzések:
- ↑ a:  Sergio Pérez a helyezéséért járó pontok mellett a versenyben futott leggyorsabb körért további 1 pontot szerzett.
- ↑ b:  Nicholas Latifi 5 másodperces időbüntetést kapott, a kék zászlók figyelmen kívül hagyása miatt, de ez nem változtatott az eredményén.[4]
- ↑ c:  Lance Stroll nem fejezte be a futamot, de helyezését értékelték, mivel a versenytáv több, mint 90%-át teljesítette.[5]

## A világbajnokság állása a verseny után
| H   | Versenyzők       | Pont | H   | Konstruktőrök         | Pont |
| --- | ---------------- | ---- | --- | --------------------- | ---- |
| 1.  | Max Verstappen   | 150  | 1.  | Red Bull-RBPT         | 279  |
| 2.  | Sergio Pérez     | 129  | 2.  | Ferrari               | 199  |
| 3.  | Charles Leclerc  | 116  | 3.  | Mercedes              | 161  |
| 4.  | George Russell   | 99   | 4.  | McLaren-Mercedes      | 65   |
| 5.  | Carlos Sainz Jr. | 83   | 5.  | Alpine-Renault        | 47   |
| 6.  | Lewis Hamilton   | 62   | 6.  | Alfa Romeo-Ferrari    | 41   |
| 7.  | Lando Norris     | 50   | 7.  | AlphaTauri-RBPT       | 27   |
| 8.  | Valtteri Bottas  | 40   | 8.  | Haas-Ferrari          | 15   |
| 9.  | Esteban Ocon     | 31   | 9.  | Aston Martin-Mercedes | 15   |
| 10. | Pierre Gasly     | 16   | 10. | Williams-Mercedes     | 3    |

(A teljes táblázat)

## Statisztikák
- Vezető helyen:
  - Sergio Pérez: 14 kör (1-14)
  - Charles Leclerc: 1 kör (19)
  - Max Verstappen: 36 kör (15-18 és 20-51)
- Charles Leclerc 15. pole-pozíciója.
- Max Verstappen 25. futamgyőzelme.
- Sergio Pérez 8. versenyben futott leggyorsabb köre.
- A Red Bull Racing 81. futamgyőzelme.
- Max Verstappen 66., Sergio Pérez 20., George Russell 4. dobogós helyezése.